# Offignies
Offignies är en kommun i departementet Somme i regionen Hauts-de-France i norra Frankrike. Kommunen ligger i kantonen Poix-de-Picardie som tillhör arrondissementet Amiens. År 2022 hade Offignies 86 invånare.

## Befolkningsutveckling
Antalet invånare i kommunen Offignies
| Referens: INSEE |